# Wheaton College (Illinois)
Das Wheaton College ist ein privates evangelikales und koedukatives „Liberal Arts College“ in Wheaton (Illinois), einem Vorort 40 km westlich von Chicago.

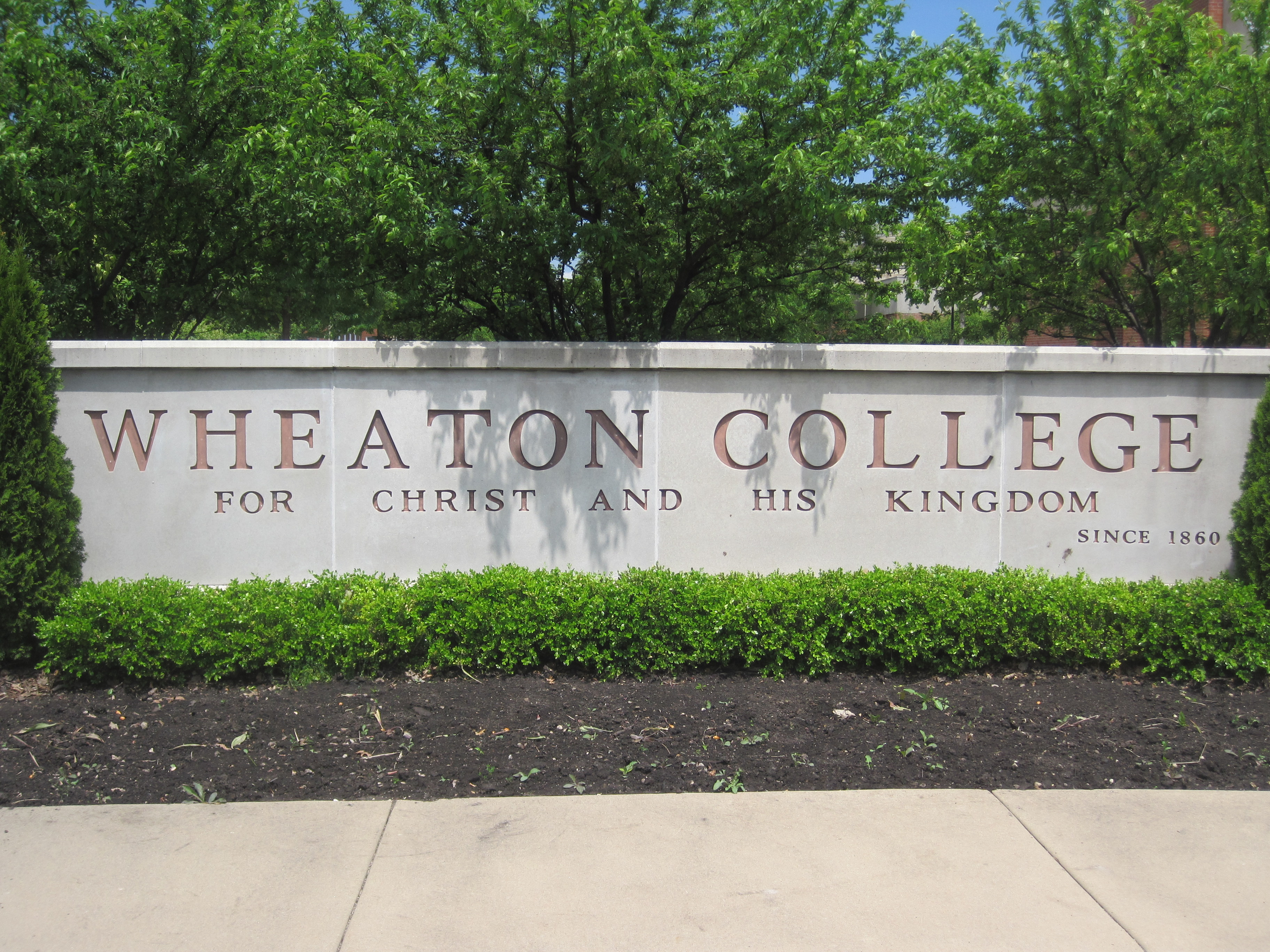
Motto des Wheaton College

## Geschichte
Ende 1853 gründeten die nach John Wesley benannten Wesleyanischen Methodisten das Illinois-Institut als College und vorbereitende Schule. Aufgrund finanzieller Probleme, die sie nicht selbst in den Griff bekommen konnten, wendeten sich die Wesleyaner an Jonathan Blanchard (1811–1892). Blanchard war ihnen als Berater im Vorjahr mit seinem Vorschlag, kongregationale Christen in das Kuratorium des Illinois-Instituts zu berufen, positiv aufgefallen. Blanchard gab dem College einen neuen Namen, den er zu Ehren des Treuhänders und Mäzens “Warren L. Wheaton” wählte, löste die konfessionelle Bindung der Schule und wurde 1860 ihr erster Präsident. Zuvor war Blanchard 1845 bis 1857 Präsident des Knox College und unterhielt gute Beziehungen zum Oberlin College. Er war überzeugter Gegner der Sklaverei. Der hartnäckige Reformer hatte seine öffentliche Kampagne gegen die Sklaverei 1836 im Alter von 25 Jahren in der American Anti-Slavery Society begonnen. Nach dem Sezessionskrieg begann Blanchard eine anhaltende Kampagne gegen die Freimaurerei. Dieses Engagement gipfelte in einer nationalen Präsidentschafts-Kampagne für die antifreimaurerische American Party 1884. Blanchard verfolgte konsequent seine Lobbyarbeit für das koedukative Bildungssystem und war ein Befürworter von Reformen durch öffentliche Bildungssysteme. Zu diesem Zeitpunkt war Wheaton das einzige College in Illinois, das College-Abschlüsse für Frauen anbot.
1882 folgte Charles A. Blanchard (1848–1925) seinem Vater als Präsident des Wheaton College.
Im Herbst 1925 hielt der Presbyterianer J. Oliver Buswell eine Reihe von Vorlesungen am Wheaton College. Als kurz danach Charles A. Blanchard starb, wurde Buswell im April 1926, im Alter von 31 Jahren, zum dritten und damit jüngsten College-Präsidenten der USA berufen. Buswells Amtszeit war vor allem von der Steigerung der Studentenzahlen geprägt. Von etwa 400 Immatrikulationen 1925 stieg die Zahl auf über 1100 im Jahr 1940. Er baute weitere Gebäude und vergrößerte das akademische Angebot erheblich. Der heutige Ruf des Wheaton College fußt unter anderem auf diesen grundlegenden Veränderungen. Das College war zu der Zeit auch für seine Streitigkeiten über Stipendien und persönliche Auseinandersetzungen bekannt. Diese Spannungen führten 1940 zur Entlassung von Buswell, da, wie zwei Historiker es ausdrückten, „er zu streitlustig argumentierte und einen zu intellektuellen Ansatz zum Christentum hatte“. In den späten 1940er Jahren galt das Wheaton College als „Festung“ des neuen Evangelikalismus.
1950 immatrikulierten sich erstmals 1600 Studenten. Das auch in der zweiten Hälfte des 20. Jahrhunderts anhaltende Wachstum der Hochschule und eine selektivere Auswahl der Studenten führte zu anhaltenden sportlichen Erfolgen. Der Campus wurde weiter ausgebaut und das Studienangebot entsprechend erweitert. 1951 erwarb das College Honey Rock, eine ehemalige Lagerfläche im Norden von Wisconsin.

## Studium
Die Studierenden können heute aus mehr als 40 Studienfächern wählen. Die beliebtesten Fächer in den letzten Jahren waren Wirtschaftswissenschaft, Englisch, Biologie, Biblische Studien, Politikwissenschaft (Internationale Beziehungen) und Psychologie.

„Wenn deine Erwartungen an ein College die Verflechtung von Glauben und Lernen ist, dann das ist das Wheaton College wohl die beste Schule der Nation, die auf dem christlichen Weltbild basiert.“

Wheaton hält mit 37 Finalisten den Rekord im National Merit Scholarship Program. Das Magazin U.S. News & World Report bezeichnete Wheaton 2005 als „Harvard der evangelikalen Hochschulen“.
Für 2010 wählte das gleiche Magazin das College auf Platz 56 von 265 der besten Liberal Arts Colleges in den USA. Wheaton erzielte dabei unter anderem folgende Einzelwertungen:
- Platz 18 der Absprungrate neuer Studenten (6 % beendeten vorzeitig);
- Platz 21 der Abschlussrate in einem Zeitraum von sechs Jahren (86 % der Studenten);
- Platz 25 in den SAT-Wertungen (1250–1440 Punkte);
- 54 % der neuen Studenten haben die High-School unter den Top 10 ihres Jahrganges beendet, damit rangiert das College auf Platz 39.

Nach Ansicht der Collegeleitung könnte Wheaton auf Platz 44 liegen, wenn die finanzielle Gesamtsituation nicht so stark bewertet würde, die auch damit zu begründen sei, dass im Vergleich sehr niedrige Studiengebühren erhoben würden.
2021 lag das College auf Platz 63.
Nach einer Studie von Franklin und Marshall, in der mehr als 900 private Colleges betrachtet wurden, lag Wheaton von 1986 bis 1995 auf Platz 9 im Bereich der Absolventen, die einen Doktorgrad anstrebten.
Mitarbeiter, Dozenten und Studenten sind angehalten, den Community Covenant zu unterzeichnen. Er regelt den Verhaltenskodex auf dem Campus. Unter anderem wird darin der Konsum und Besitz von Alkohol und Tabak stark eingeschränkt.

### Musikkonservatorium
Das Musikkonservatorium (Wheaton College Conservatory of Music) gilt als international renommiert und ist durch die National Association of Schools of Music anerkannt. Es bietet zwei professionelle Abschlüsse: den Bachelor of Music mit den Schwerpunkten Suzuki-Methode, Komposition, Geschichte und Literatur der Musik sowie den Bachelor of Music Education. Alle Professoren der Fakultäten des Konservatoriums haben promoviert und rund 200 Studenten stehen ihren Dozenten in einem Verhältnis von 7:1 gegenüber. Insgesamt gibt es sechs große Ensembles am Wheaton College, darunter ein Sinfonieorchester, einen Chor und ein Jazz-Ensemble.
Im Rahmen der Veranstaltungsreihe Artist Series spielen regelmäßig bekannte Künstler und Orchester am Wheaton College. Dazu gehören unter anderem das Chicago Symphony Orchestra, das Royal Philharmonic Orchestra, Lorin Maazel mit den Symphonic Toscanini, Ladysmith Black Mambazo und die Canadian Brass. Absolventen des Konservatoriums, wie die Sopranistin Sylvia McNair, begleiten diese Auftritte.
Das Musikkonservatorium befindet sich in der McAlister Hall und der benachbarten Pierce Memorial Chapel.

### Graduate school
Das Graduiertenkolleg wurde 1937 gegründet. Die einst weithin respektierte Abteilung für Kommunikation der Graduate School wurde inzwischen geschlossen. Etwa 550 Studenten sind an der Wheaton College Graduate School immatrikuliert.

### Außerhalb des Colleges
Das College bietet die Möglichkeit an, einen Auslandsaufenthalt in Asien, England, Frankreich, Deutschland, Lateinamerika oder Spanien zu absolvieren. Die Teilnehmer des Wheaton-in-England-Programms, eines der beliebtesten jährlichen Programme, belegen zwei bis drei Kurse in Literatur in London und am St Anne’s College in Oxford.
Im Rahmen des Human Needs and Global Resources Program (HNGR) absolvieren die Studierenden ein sechsmonatiges Praktikum in Afrika, Asien oder Lateinamerika.
1935 wurde die Wheaton College Science Station in den Black Hills (South Dakota) für den Unterricht in den Naturwissenschaften gegründet. 1951 wurde HoneyRock als Northwoods Campus des Wheaton College in Three Lakes in Wisconsin gegründet. Das Camp bietet jungen Menschen Informationen über führende Schulen und eine Vielzahl von Kursen für Studenten. Fast 3000 Menschen nutzen HoneyRock jedes Jahr.
Aufgrund der Mitgliedschaft des Wheaton College im Council for Christian Colleges and Universities (CCCU) können die Studenten auch an der University of Oxford, dem Los Angeles Film Studies Center, dem Wesley-Institut in Australien und der Xi’an Foreign Language University in China studieren. Das CCCU bietet zudem Stipendien unter anderem in Amerikanistik, Lateinamerikanistik, Altorientalistik, russischer Geschichte und Journalismus.

## Campus

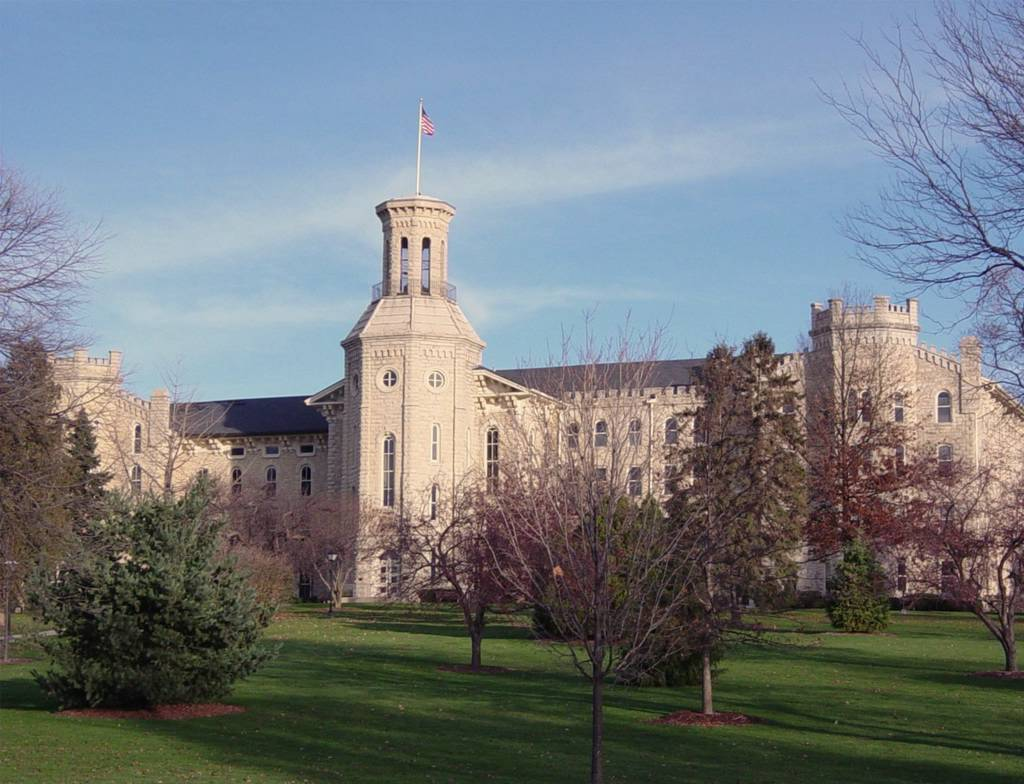
Blanchard Hall

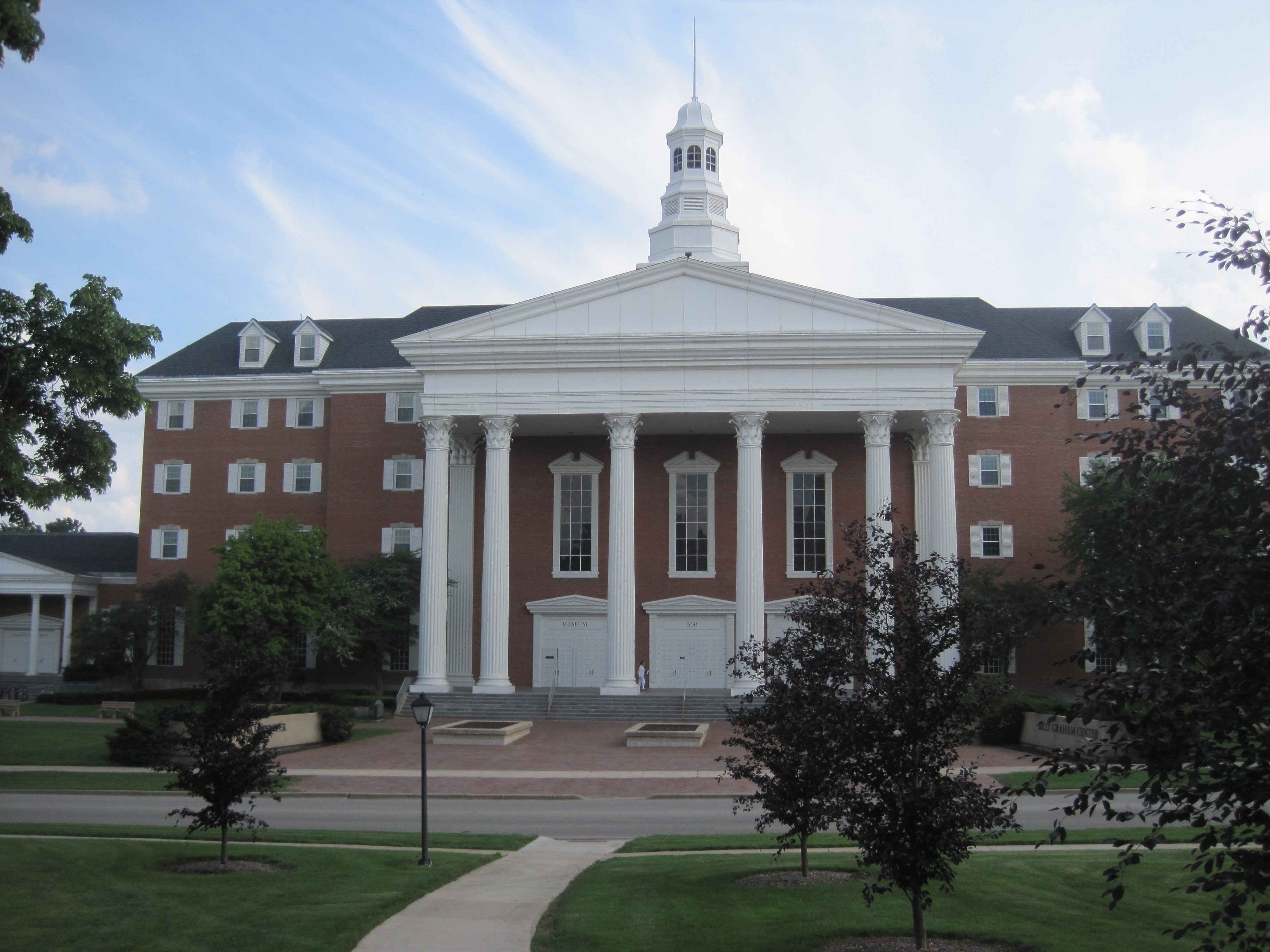
Billy Graham Center

Das Hauptgebäude, die Blanchard Hall, ist das Wahrzeichen des Wheaton College und gleichzeitig das älteste Gebäude auf dem Campus. Sie wurde 1853 aus Kalkstein errichtet. Zu dieser Zeit war sie mit der Boarding Hall eines von nur zwei Gebäuden auf dem Campus. Jonathan Blanchard hatte die Idee für die schlossähnliche Architektur, die den Gebäuden der University of Oxford nachempfunden wurde, auf einer Reise nach England 1843. Nach vier Erweiterungen (1871, 1873, 1890 und 1927) wurde die Blanchard Hall 1927 im heutigen Ausbaustadium fertiggestellt. Um die ersten zwei Präsidenten, Jonathan Blanchard und dessen Sohn Charles Blanchard, zu ehren, wurde das Gebäude 1927 von dem College-Präsidenten J. Oliver Buswell, jr. in Blanchard Hall umbenannt.
1900 wurde das Industrial Building aus Backstein erbaut. Von 1917 bis 1945 beherbergte es die Wheaton-Akademie und von 1945 bis 1960 die Graduate School. 1960 wurde es in Buswell Hall und 1980, zu Ehren von Edward R. Schell, in Schell Hall umbenannt.
Die wissenschaftlichen Abteilungen befinden sich in der Breyer (Chemie) und der Armerding Hall (Biologie, Geologie, Mathematik und Physik). Die Armerding Hall ist auch die Heimat des Wheaton College Observatory, einer Einrichtung der Hochschule seit dem Vorsitz von Charles Blanchard im späten 19. Jahrhundert.

## Sportliche Erfolge
Das College ist in der College Conference of Illinois and Wisconsin ein erfolgreiches Mitglied der National Collegiate Athletic Association. Das Basketball-Team der Herren gewann 1958 die erste NCAA Small College National Championship gegen die Mannschaft des Kentucky Wesleyan College im Finale mit 89:65. Das Wheatoner Herren-Fußball-Team konnte die NCAA Division III Men’s Soccer Championships 1984 und 1997 gewinnen. Das Frauen-Fußball-Team konnte 2004, 2006 und 2007 die NCAA Division III Women’s Soccer Championship gewinnen. Einige Studenten des Wheaton College nahmen an den Olympischen Sommerspielen 1904 in den Basketball-Wettbewerben teil. Das Frauen-Basketball-Team beendete die Saison 1967/68 unbesiegt. Zu den 11 Spielen gehörte auch ein Sieg über die Mannschaft der Universität von Iowa. Wheaton war Mitglied der Illinois Intercollegiate Athletic Conference von 1919 bis 1937.

## Kontroversen
2000 wurde der Name „Crusaders“ (deutsch: Kreuzritter) für das Maskottchen der Schule von dem Namen „Thunder“ (Donner) abgelöst. Als Begründung wurde darauf verwiesen, dass die Kreuzritter vor allem mit der kontroversen christlichen Geschichte in Verbindung gebracht wurden. Als diese Änderung von der nationalen Presse aufgegriffen wurde, erhoben einige konservative Alumni Einwände gegen die Namensänderung. Allerdings wurden alle weiteren Namensvorschläge abgelehnt, darunter auch „Mastodons“, der als Verweis auf den Perry Mastodon gedacht war, das Skelett eines in der Nähe ausgegrabenen und heute in der Armerding Hall ausgestellten Mastodonten.
2004 geriet Wheaton in die Presse, als Joshua Hochschild, Professor für Philosophie, entlassen wurde, weil er zum römisch-katholischen Glauben übergetreten war. 2008 trat der Englischprofessor Kent Gramm zurück, nachdem er sich geweigert hatte, Einzelheiten über seine bevorstehende Scheidung nach 30 Jahren Ehe zu nennen.
Das College war im Jahr 2006 eine Station des Equality Ride. Nach Aussage des Equality-Ride-Gründers Jake Reitan rief er diese Veranstaltung ins Leben, nachdem er mit einem homosexuellen Studenten des Wheaton College gesprochen hatte. Obwohl die Gruppe damals nicht offiziell vom College eingeladen wurde, arbeiten die Verwaltungsstellen von Wheaton bei der Planung der Veranstaltungen auf dem Campus und für eine Aussprache zwischen den Mitgliedern des Equality Ride und den Studenten eng zusammen.
Das College wird sowohl von konservativen als auch von liberalen Alumni kritisiert, da die Evolutionstheorie (nur) von den naturwissenschaftlichen Fachbereichen Wheatons anerkannt wird. Im Allgemeinen vertritt das Kollegium die Auffassung, dass christlicher Glaube und Wissenschaft nicht im Widerspruch zueinander stünden. Als Beispiel dafür gilt eine christlich geprägte Rede des Klimatologen Sir John T. Houghton auf dem Campus im Jahr 2007. Die Kritik des Absolventen James Diddams von 2022 tendiert dahin, dass Wheaton nicht mehr genug historische und geistliche Substanz und Kraft habe, um gegen populistische Einflüsse und individualistische Karrierewünsche der Studenten bestehen zu können. Eine konservative Theologie, eine Kapelle und etwas individualistische Spiritualität reichten nicht aus, um die Tendenz zu deutlich mehr Ökonomisierung des Studiums aufzuwiegen und auszugleichen.

## Persönlichkeiten
- Rob Bell (* 1970), Absolvent 1992, Theologe, Gemeindegründer und Autor
- Gilbert Bilezikian (* 1927), Baptistenpastor, Gemeindegründer, Autor und Professor am College 1973–1992
- William Lane Craig (* 1949), Philosoph, Theologe und christlicher Apologet
- Wes Craven (1939–2015), Regisseur und Drehbuchautor
- Gretchen Dutschke-Klotz (* 1942), Theologin, Autorin, politische Aktivistin
- Bart Ehrman (* 1955), Religionswissenschaftler
- Jim Elliot (1927–1956), Missionar in Ecuador
- Billy Graham (1918–2018), Absolvent 1943, Baptistenpastor, Evangelist und Erweckungsprediger
- Dennis Hastert (* 1942), Politiker, früher Sprecher des Repräsentantenhauses der Vereinigten Staaten
- Carl Ferdinand Howard Henry (1913–2003), Student ab 1935, Baptistenpastor, Hochschullehrer am Fuller Theological Seminary, Autor und Gründer von Institutionen
- Alan Hirsch (* 1959), südafrikanischer Theologe, Gemeindegründer und Missionswissenschaftler
- Clyde Samuel Kilby, Anglist und Gründer der C. S. Lewis Konferenzen und Sammlung
- Dan Kimball (* 1960), Theologe, Gemeindegründer, Pastor und Musiker (als Gastdozent)
- Margaret Landon (1903–1993), Schriftstellerin
- Jim McDermott (* 1936), Psychiater und Politiker der Demokraten
- Sylvia McNair (* 1956), Sopranistin
- Donnie Nelson (* 1962), Basketballfunktionär und -trainer
- Mark Noll (* 1946), Professor für Kirchengeschichte 1978–2006
- John Ortberg (* 1957), Theologe, Psychologe, Pastor und Autor
- René Padilla (1932–2021), Absolvent der Theologie und Philosophie, Ehrendoktor 1992
- Leanne Payne (1932–2015), Studentenbetreuerin, Theologin, Seelsorgerin und Autorin
- John Piper (* 1946), Absolvent 1968, Baptistenpastor, Theologieprofessor und Autor
- Russell Vought (* 1976), Absolvent 1998, ehemaliger Direktor des Office of Management and Budget
- John Wesley Powell (1834–1902), Forscher und Leiter der Expedition der Erforschung des Colorado River
- Philip Yancey (* 1949), Journalist, Schriftsteller und Herausgeber von Christianity Today